# Rodrig Goliescu
Rodrig Goliescu (n. 1877 – d. 1942) a fost un inginer român, inventator și locotenent, care a construit avioplanul. „Aparatul de aviație Avioplan” a fost o invenție brevetată la Paris pe 26 august 1908 care folosea motorul doar ca aparatul să se înalțe în aer, apoi plana cu motorul oprit, ca planoarele moderne.  Acesta a fost primul aparat de zbor cu fuselaj tubular, al cărui model a fost construit în 1909.
În anul 1912, Rodrig Goliescu a proiectat aparatul cu decolare verticală numit „Avio - Coleopter - Mecanic nr.2” cu Brevetul nr.2317/29 octombrie 1912.
În iunie 1912 Piotr Altinovici, interpret la Legația Rusă, l-a racolat pe Goliescu. Presat de nevoi financiare, probabil legate de cheltuielile pentru realizarea invenției sale, Goliescu a transmis rușilor, printr-un intermediar, planuri de mobilizare ale armatei române. A fost arestat de Siguranță în februarie 1913, judecat și condamnat, fiind încarcerat 12 ani la închisoarea Văcărești.